# 蒙台梭利教育法

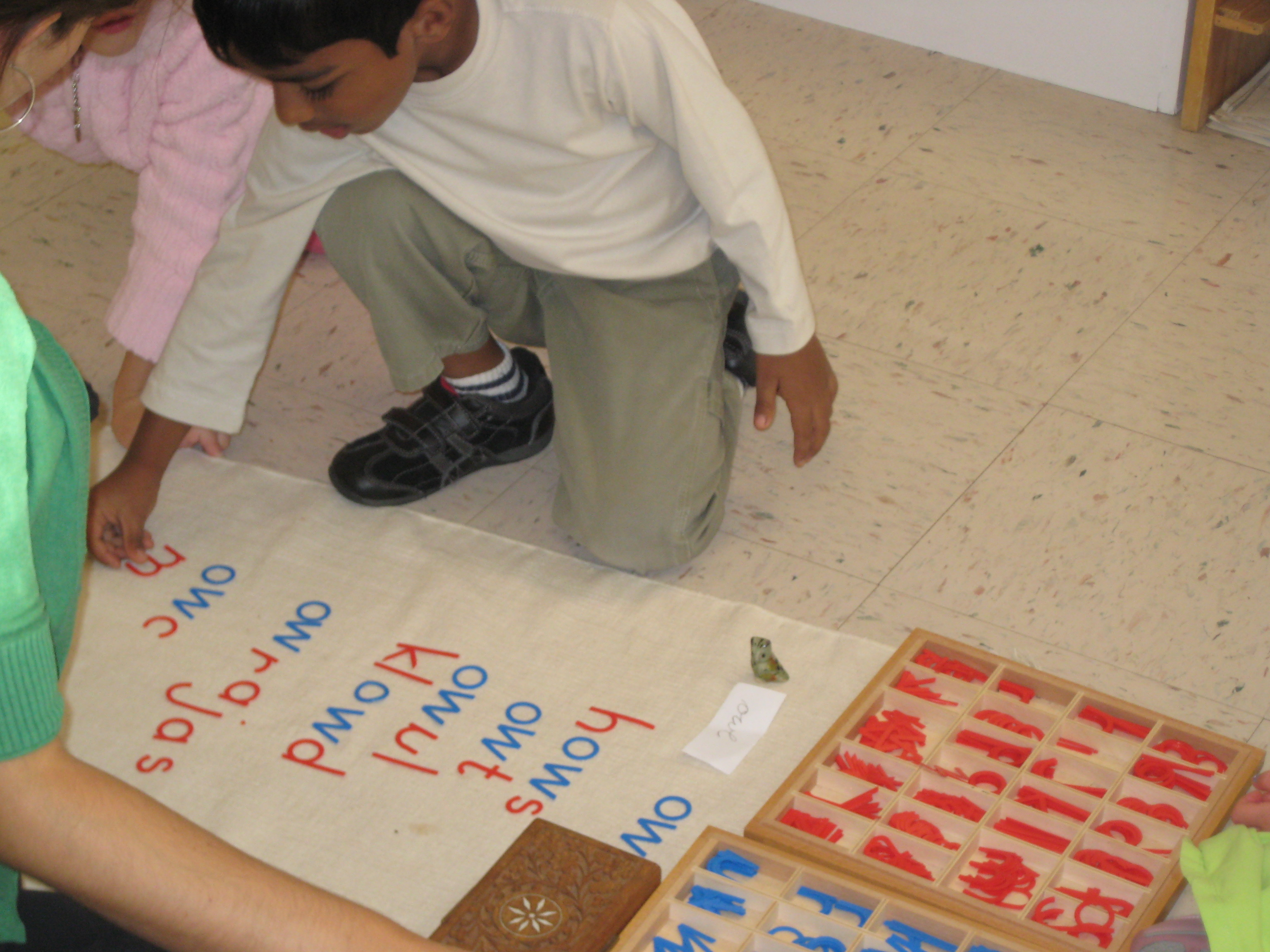
孩子们在用可移动的字母符号

蒙特梭利教育（ Education），由意大利心理学家兼教育学家玛丽亚·蒙特梭利发展起来的教育方法。据统计，全球有2万多所的蒙台梭利学校实行该教育方法，服务于从出生至18岁的孩子。

## 概述
蒙氏教育法的特色在于强调独立，有限度的自由和对孩子天然的心理、生理及社会性发展的尊重。尽管以“蒙台梭利”的名义进行的实践多种多样，但是国际蒙台梭利协会（Association Montessori Internationale，简称AMI）和美国蒙台梭利协会（American Montessori Society，简称AMS）列举了以下几个要素：
- 混齡的课堂，混龄的课堂普遍涉及2岁半或3岁-6岁大的孩子。
- 学生从规定的选项中选择活动。
- 无打扰的学习时段，理论上为三小时。
- 一个结构主义的或“发现”的模型。在这个模型下，学生从使用教具中学习概念，而不是从直接的指导中学到概念。
- 由蒙台梭利和其合作者发展起来的特殊的教育材料。
- 教室内行动的自由。
- 一个接受过蒙特梭利教育培训的教师。

此外，许多蒙台梭利学校参考蒙台梭利的人类发展模型（来源于她的出版物）来设计他们的方案，他们还把源自蒙台梭利在平生中介绍的教育方法，课程和材料运用于师资培训。

## 历史
蒙台梭利于1897时开始发展她的学说和方法，她进修罗马大学的教育学课程，阅读二百年前的教育理论。
1907年，她在自己位于罗马的住宅內開設了其第一个教室：Casa dei Bambini（或称“儿童之家”）。刚开始，蒙台梭利将自己工作的基础建立在对儿童的观察之上，还有对他们可行的环境实验，材料和课程。她经常提到她的工作是“科学的教育法”。
蒙台梭利在她的平生继续扩展工作，发展了从出生至24岁的心理发展的全面的模型，这亦是给处于0至3歲，3至6歲和6至12歲各個年龄阶段的孩子的教育方法。她为12至18岁和更大的孩子写书和演讲，但是，这些方案在她的有生之年未获发展。“蒙台梭利”是一个公共用语，所以任何人都可以使用这个用语，无论是否说明引用了她的作品。

## 蒙台梭利的教育理论

### 自制，自由和自发行动
蒙氏教育法从根本上来说是一个人类发展模型和一个建立在那个模型之上的教育方法。那个模型有两个基本元素。第一，儿童和待成年者通过与环境互动而参与心理的自制。第二，儿童，尤其是六岁以下的孩子，拥有天生的心理发展之路。以她的观察为基础，蒙台梭利相信在一个根据她的模型而准备的环境里，并在自由状态下选择并自由地行动的儿童将会自发地达到最佳发展。

### 人類傾向
蒙台梭利发现了普遍的存在于人类心理中的天生的个性，她的儿子和合作者在1957年将其定义为“人類傾向”（Human tendencies）。对于确切的列表尚存争议，但以下是经过鉴定的几个条例：
- 自動教育
- 定位
- 秩序
- 探索
- 工作，亦被描述为“有目的之活动”
- 溝通
- 环境支配
- 准确性
- 重复
- 抽象
- 自我完善
- “数学心智”

在蒙氏教育法中，他们发现这些人类倾向在每一个发展阶段都是主动的行为，而且教育应该回覆并促进他们的表达。

### 准备好的环境
蒙氏教育法呼吁在“准备好的环境”（Prepared environment）内的三个活动，这意味着在不同阶段为人类的根本特点和孩子的具体特点量身定制教育。这种教育法的功能在于允许儿童根据他们天生的心理指令以在各个方面发展独立能力。除提供适合一定年龄的孩子的蒙台梭利材料之外，所设置的环境还应该展现以下的几个特色：
- 符合儿童的比例和他/她需要的结构
- 环境的美，和谐和净洁
- 秩序
- 一个能促进动作和活动的安排
- 材料的限制，因此只有支持儿童成长的材料才包括在内

### 发展的阶段
蒙台梭利观察到了四个显著的时期，或“阶段”。在人类的发展中，从出生到六岁，从六岁到十二岁，从十二岁到十八岁和十八岁到二十四岁。她发现了不同的特点，学习模式和发展的必要性在这个阶段很活跃，她还呼籲对每一个阶段实行不同的教育方法。

#### 第一阶段
第一阶段从出生至大约六岁为止。在这个时期，蒙台梭利观察到了儿童承受急剧的身心发展。他们发现第一阶段的孩子是实际的和感性的发现者，同时也是参与心理自我构建和建立功能性独立的学习者。蒙台梭利介绍了几种学说来解释这个工作，包括吸收性心智，敏感期和正常化。
吸收性心智（Absorbent mind）：蒙台梭利描述年轻儿童的行为是无限地吸收对他/她的感觉的刺激，包括来自感觉的信息，语言，文化和与“吸收的意向”有关的概念。她相信这是第一阶段的独特作用，并且随着儿童接近六岁而淡化。
敏感期（Sensitive period）：蒙台梭利也观察到对特定的刺激有特殊的敏感的一个时期，她称之为“敏感期”。据蒙氏教育法，当幼儿阶段这些时期较活跃。此时，教学环境通过提供合适的教具及合适的活动来回应这些时期。她定义了以下时期和它们所持续的时间:
- 吸收语言——从出生到六岁左右
- 動作——从出生到六岁左右
- 秩序——大约一至三岁
- 精煉感官——从出生至四岁左右
- 对微小事物的兴趣——从十八个月左右至三岁
- 社会行为——从大约二岁半至四岁

正常化（Normalization）：最后，蒙台梭利从孩子那儿发现三至六岁经历一个她称之为“正常化”的阶段。正常化始于儿童对活动中的注意力的集中（这服务于儿童的发展需要），而阶段特色则是集中注意力的能力和“自智性的纪律，持续且快乐的工作，对于帮助和怜悯他人的社会情感”。

#### 第二阶段
第二阶段大约从六岁至十二岁为止。在这个时期，蒙台梭利发现了儿童的身心变化，还有发展教室环境，课程和教具以回应这些新的特点。在身体方面，她观察到了婴孩掉牙齿和他们腿与躯干在第一阶段的逐渐变长，此外，还有接下来的均匀生长。在心理方面，她观察到了“一哄而起”，或者在族群中工作与社会化的倾向，还有理智和想象的力量。随着他们的逐渐发展，她相信第二阶段的工作即儿童独立思考能力，以及道德意识和社会组织的形成。

#### 第三阶段
第三阶段大约从十二岁至大约十八岁，包罗了青春期这个阶段。蒙台梭利认为此阶段的特色不仅是青春时期的身体变化，还有心理方面的变化。她强调了这个年龄阶段的心理不稳和集中注意力的困难，以及创新的倾向和“正义感与自尊感”的发展。她用了“价值化”去描述受外部的驱动（源自对自身价值的估计）。随着他们的发展，蒙台梭利相信第三阶段的工作在于儿童是成人自身在社会的构造物。

#### 第四阶段
第四阶段大约从十八岁至二十四岁左右。蒙台梭利关于此阶段写了相对较少的东西且未为其发展教育方案。她设想年轻的成年人用低一级的蒙氏教育法的经验来准备完全拥抱关于文化和科学的学习以此影响和领导文明。她相信以金钱形式的工作带来经济上的独立在此年龄阶段很关键，而且她感觉对大学级别的学习的年月的随意限制是不必要的，因为文化的学习将伴随一个人的一生。

#### 教育与和平
在蒙台梭利发展她的理论和并加以实践之时，她开始相信教育对世界和平的发展有重要的影响。 她感觉到那些被准许以他们内心的发展规律成长的孩子会带来更和平，更持久的文明。自1930年至她生命的终结，她发表了很多关于这个主题的演讲，她在1936年说道：
避免冲突是政治的事；缔造和平是教育的事。
她在三年内总共被诺贝尔和平奖提名六次：1949年，1950年和1951年。

## 蒙台梭利的教育实践

### 出生至6岁
婴幼方案（Infant and Toddler Programs）：蒙台梭利教室为小于三岁的孩子提供一些类别，有许多用语被使用。一个“尼多”（Nido），意大利语中意为“巢”，服务于一群大约二个月至十四个月大或能自如地行走的孩子。一个“孩子社区”(Infant Community)服务于许多一岁至二岁半或三岁大的孩子。两者的环境都强调了教具和与孩子年齡大小、能力相适应的活动，还有为发展行动的机会，发展独立的活动。能自己如厕也是被着重强调的一点。有些学校也提供“家长——婴幼”课程，那时候，家长们可以与他们非常小的孩子一起参加。
学前和幼儿园（Preschool and kindergarten）：蒙台梭利为二岁半或三至六岁大的孩子所提供的教室被称作儿童之家，创办于蒙台梭利的第一所学校（1906年在罗马创办的Casa dei Bambini）之后。这个等级亦被称作“初级”。一个典型的教室是为20—30个孩子服务，把他们加入跨年龄的组里，由一个資深（受過培訓）的教师和一个助手负责。教室通常装有适合孩子体型的桌椅并逐个安排或划分为小群体，教室裡还布满了符合孩子身高的器具與架子。活动最初的绝大部分都由教师主持，之后由于兴趣使然，他们中或多或少地会被自由地选为“主持人”。教室裡的器具（通常包括活动）都是为了参与实际的能力训练，比如“倒”和“舀”教具是为了感觉的发展，包括数学教具，语言教具，音乐和艺术教具和更多。

### 六岁至十二岁
初级教室（Elementary Classrooms）:为这个年龄阶段所提供的教室通称为“小学”，而且孩子数量範圍可以很廣，從個位數到30個孩子以上，常常由一个老资格的教师和一个或更多的助手负责。教室通常服务于年龄混合的从6—9岁和9—12岁的小组，虽然6—12岁的小组也被使用。课程通常教授给一小部分的儿童，然后他们就可以自由地跟进单独的工作（由个人兴趣和责任支配）。小学的课程和工作的范围是很广阔的。蒙台梭利使用宇宙教育（Cosmic education）这个词来表明不仅课程的范围如宇宙般广阔，还有第二阶段的教育理念需要帮助孩子意识到在这个相互依存而运作的宇宙裡，他们的人类角色。教室的教具和课程包括语言、数学、历史、科学、艺术和更多的工作。学生们主导教室外的资源探索活动，这在蒙台梭利被称作“外出”，是小学教学工作的不可或缺的一个部分。

### 十二岁至十八岁
中学（Middle and High School）:相对于为更小的孩子所提供的方案，蒙氏教育法对这个等级的发展较小。蒙台梭利在有生之年并未为青少年建立一个师资培训项目或详细的计划。然而，许多的学校扩展了他们的教学项目，把项目延伸到了初中和高中等级的学校。此外，一些蒙台梭利组织已发展了师资培训或方针课程和关于这个计划的松散共识正在形成。蒙台梭利写道：
我们计划必须改革的一个观点也许可以如下定义：青春时期的困难之时，让他们离开习惯了的在小镇里的家庭环境，而去乡下与自然相近。
尽管有相当数量的蒙台梭利中学已合并了一些以地面为基地的教育（land-based education）的形式，但只有一个（即Hershey Montessori School in Concord Township, Ohio)运作完全的寄宿项目。